# Федосеев, Владислав Александрович
Владислав Александрович Федосеев (12 февраля 1936, Мытищи, Московская область — 27 февраля 2019, Москва) — советский сценарист и драматург. Отец — Федосеев Александр Иванович, участник Великой Отечественной войны, художник-оформитель. Мать — Маркелова Александра Сергеевна.

## Биография
Работал монтажником, штукатуром, пожарным, электриком.
В 1967 году окончил ВГИК.
Член Союза кинематографистов России с 2000 года.
Написал сценарии к 14 полнометражным и телевизионным фильмам.

## Творчество
Сценарии:
- 1970 «А человек играет на трубе»
- Смешной человек
- 1973 «Земля Санникова»
- 1978 «Подарок чёрного колдуна»
- 1987 «Цирк приехал» (ТВ)
- 1988 «Легенда древних гор»
- 1990 «Далеко-далече» (ТВ)
- «Золотая рыбка в городе N».
- Преподобный Сергий
- Степной король Лир
- Свет и огонь

Пьесы:
- «Чаепитие по средам и пятницам»
- «Дом великого человека»
- «Выкуп — один миллиард»
- «Чугунная маска»
- "А-бомба (история создания атомной бомбы)" и др.